# آلودگی خن
آلودگی خن نوعی آلودگی آب است که زمانی رخ می‌دهد که آب خن موجود در بدنه کشتی به اقیانوس تخلیه شود. در تحقیقاتی که در سال ۲۰۱۹ منتشر شد، تخمین زده شد که سالانه تا ۳۰۰۰ مورد تخلیه فاضلاب در اروپا رخ می‌دهد. طبق یک تخمین دیگر، سالانه تقریباً ۵۲٫۸ میلیون گالن آلاینده به اقیانوس تخلیه می‌شود.

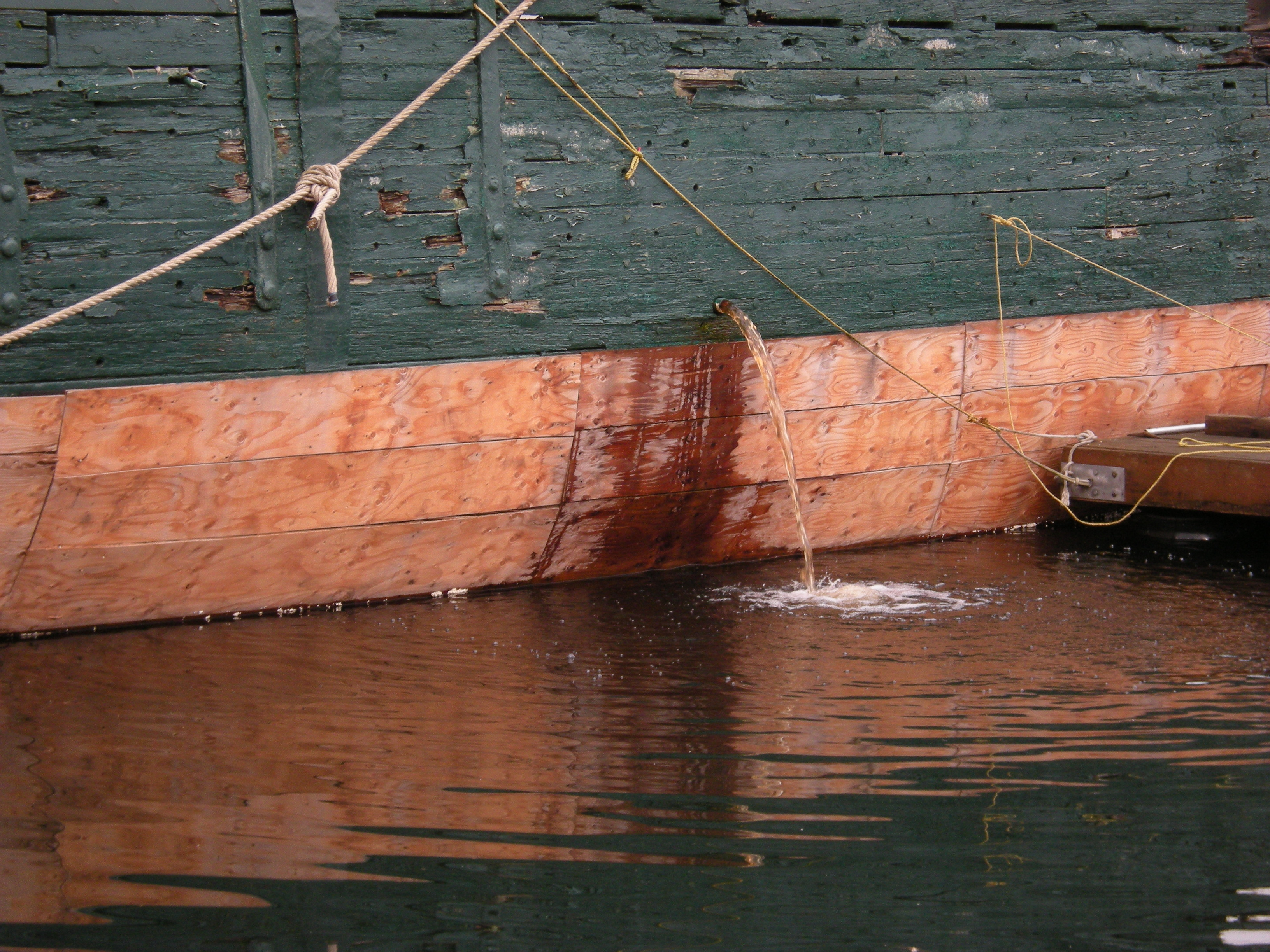
پمپاژ آب گنداب از قایق بادبانی ۱۱۱ ساله واونا.

تصفیه آب خن، که در آن تمام آلاینده‌ها حذف می‌شوند، روش ترجیحی برای مقابله با آلودگی آب خن است. به دلیل افزایش هزینه‌های عملیاتی، شرکت‌ها عمدتاً زباله‌ها را بدون پردازش مناسب، مستقیماً به اقیانوس می‌ریزند. به دلیل وجود مواد شیمیایی سرطان‌زا، فاضلاب فاضلاب تهدیدی برای زندگی دریایی و تندرستی محسوب می‌شود.

## استانداردهای آب خن
اگر آب خن، که تجمع طبیعی آب آلوده در خن یک کشتی دریایی است، قبل از تخلیه از کشتی تصفیه شود، می‌توان از آلودگی خن جلوگیری کرد.
تصفیه آب فاضلاب در ایالات متحده تا حد زیادی توسط قانون آب پاک (CWA) تنظیم می‌شود که به‌طور مشترک توسط آژانس حفاظت از محیط زیست ایالات متحده (EPA) و گارد ساحلی ایالات متحده اجرا می‌شود. بند ۳۰۱(الف) از قانون CWA تخلیه هرگونه آلاینده از کشتی‌های دریایی را ممنوع می‌کند، مگر اینکه تخلیه مطابق با مقررات مندرج در سایر بخش‌های CWA باشد. آلودگی خن کشتی در بند ۱۳۲۲ قانون CWA به عنوان نوعی «تخلیه اتفاقی ناشی از عملکرد عادی کشتی» تعریف شده است. سازمان حفاظت محیط زیست (EPA) استانداردهایی را برای میزان آلاینده‌های مختلفی که آب فاضلاب می‌تواند قبل از تخلیه به منابع آبی بزرگ داشته باشد، تعیین می‌کند. اگر آب خن در زمان تخلیه با این استانداردها مطابقت نداشته باشد، افراد و/یا شرکت‌های دخیل در آلودگی ممکن است با جریمه مواجه شوند.
استانداردهای بین‌المللی آب خن از زمان کنوانسیون مارپل ۷۸/۷۳ که توسط سازمان بین‌المللی دریانوردی حمایت می‌شود، وضع شده‌اند. استانداردهای فعلی در سال ۱۹۹۶ توسط آیین‌نامه ۱۶ ضمیمه اول تعیین شدند که کشتی‌های با وزن بیش از ۴۰۰ تن را ملزم به نصب جداکننده آب روغنی می‌کند و تصریح می‌کند که آب خن رها شده در آب‌های بین‌المللی باید حاوی کمتر از ۱۵ قسمت در میلیون (ppm) نفت باشد.

## حوادث آلودگی خن
رایج‌ترین دلیل آلودگی خن کشتی‌ها، اجتناب از خرید تجهیزات تصفیه خن یا پرداخت هزینه برای دفع آب خن در تأسیسات تعیین‌شده است که می‌تواند بسیار گران تمام شود. حوادث آلودگی خن به‌طور مکرر رخ می‌دهد که باعث می‌شود آلودگی نفتی در آب‌ها به مرور زمان انباشته شود و به بوم‌سازگان دریایی آسیب برساند. با این حال، مرتکبین آلودگی خن، که می‌تواند شامل نگهداری سوابق ناقص یا جعلی مربوط به تخلیه خن باشد، می‌توانند منجر به جریمه‌های سنگین شوند. گزارش‌های بی‌شماری از آلودگی ناشی از گنداب در سراسر اندونزی وجود دارد که می‌تواند بر اقتصاد ماهیگیری در آنجا تأثیر منفی بگذارد. در سال ۲۰۲۲، شرکت مدیریت کشتی‌های تجاری جدید و مهندس ارشد آن، دنیس پلاساباس، به جرم نگهداری سوابق نادرست و ناقص تخلیه فاضلاب از کشتی حامل لانگ‌شور اعتراف کردند. در سال ۲۰۲۳، شرکت مدیریت کشتی‌سازی زیبورن در سنگاپور به «تخلیه بیش از ۷۵۰۰ گالن آب خن روغنی از کشتی استار مایا به اقیانوس بدون تصفیه اولیه آب خن روغنی از طریق تجهیزات لازم برای جلوگیری از آلودگی» متهم و ۲ میلیون دلار جریمه شد. در سال ۲۰۲۴، یک شرکت مستقر در مکزیک، به دلیل تخلیه آب فاضلاب تصفیه نشده به اقیانوس و جعل سوابق مربوط به این اقدامات، ۱٫۷۵ میلیون دلار جریمه شد. با این حال، حوادث آلودگی خن بسیار بیشتر از آن چیزی است که شناسایی یا مجازات می‌شوند و این امر باعث آلودگی بیشتر اقیانوس‌ها و آسیب به اکوسیستم‌های دریایی می‌شود.